# رينيه كرامر
رينيه كرامر (بالألمانية: René Kramer)‏ هو لاعب هوكي الجليد ألماني، ولد في 24 أكتوبر 1987 في برلين في ألمانيا.

## وصلات خارجية
- رينيه كرامر على موقع EliteProspects.com (الإنجليزية)
- رينيه كرامر على موقع HockeyDB.com (الإنجليزية)